# 25 avril 1949
Le lundi 25 avril 1949 est le 115e jour de l'année 1949.

## Naissances
- Alexis Jay, officier de l'Ordre de l'Empire britannique
- Bob Wanner, homme politique canadien
- Chiara Ingrao, écrivaine italienne
- Dominique Strauss-Kahn, homme politique français
- Idès Cauchie, politicien belge
- Ismaïla Samba Traoré, auteur et éditeur malien
- Ivanka Šimek-Hybler, psychologue et écrivain, militante des droits de l'homme
- James Fenton, poète, journaliste et critique littéraire anglais
- Jed Buchwald, historien américain
- John McAleese (mort le 26 août 2011), soldat de l'Armée de terre britannique
- José Luis Korta, rameur et entraîneur d'aviron espagnol
- Kré Mbaye (mort le 21 octobre 2014), peintre sénégalais
- Michael Brown (mort le 19 mars 2015), auteur-compositeur-interprète américain
- Michael Wagener, producteur de musique, ingénieur du son et mixeur allemand
- Nicholas Kendall, réalisateur britannique

## Décès
- Félix Mesguich (né le 16 septembre 1871), opérateur pionnier français de cinéma
- Jankel Adler (né le 26 juillet 1895), peintre et graveur juif polonais
- Malcolm Waite (né le 7 mai 1892), acteur américain

## Événements
- Découverte de (1922) Zulu
- Création de tramway de Tomsk